# Phyllonorycter pavoniae
Espèce
Synonymes
- Lithocolletis pavoniae

Phyllonorycter pavoniae est une espèce africaine de lépidoptères (papillons) de la famille des Gracillariidae.

## Description
L'imago a une envergure de 2,5 à 3 mm. Les ailes antérieures sont allongées et la couleur de fond est bronze ocre avec quelques écailles blanches et noires à la base. Les ailes postérieures sont beige grisâtre pâle et légèrement brillantes. 

## Répartition
On trouve Phyllonorycter pavoniae en Afrique du Sud.

## Écologie
Les chenilles consomment les plantes des espèces Pavonia burchellii (sv) et Pavonia praemorsa (sv). Elles minent les feuilles de leur plante hôte. La mine a la forme d’une mine tentiforme modérée, irrégulière, oblongue, semi-transparente sur la face inférieure de la feuille.
Les imagos volent de début décembre à fin mai.